# Der Narr seines Herzens
Pour plus de détails, voir Fiche technique et Distribution.
Der Narr seines Herzens (en français Le fou de son cœur) est un film autrichien réalisé par Rudolf Stiassny sorti en 1919.

## Synopsis
Un soir, le Viennois Lothar von Hansen rentre chez lui après une soirée de fête avec des amis lorsqu'il aperçoit une mendiante avec sa fille sur les marches de l'église Saint-Charles. La jeune femme est plutôt jolie. Lothar commence à s'émouvoir du sort de sa mère qui s'appelle Priska. L'homme riche les emmène tous les deux dans sa maison, un magnifique palais de la ville. Priska se rend vite compte à quel point Lothar la prend au piège et est aveuglée par la richesse et le faste qui entourent son généreux patron. Elle élabore un plan pour exploiter tout cela pour elle et sa fille. La gratitude envers la générosité de Lothar diminue et Priska s'implique bientôt avec le meilleur ami de Lothar, le baron Axel.
Afin de la garder, Lothar commence à combler sa reine de cadeaux et s'endette. Il détourne même de la pension de sa propre mère. Lorsqu'il perd également le jeu de cartes contre le baron Axel, sa prospérité est perdue. Devenu mendiant à cause de Priska et expulsé de sa propre maison par Axel, Lothar finit par commettre un acte de désespoir : une nuit, il s'introduit par effraction pour voler les bijoux qu'il avait autrefois offerts à Priska. Elle le surprend et Axel se précipite également, mais est renversé par Lothar. La punition suit immédiatement et Lothar von Hansen doit purger plusieurs années de prison.
De nouveau libre, son premier voyage le ramène sur les marches de l'église Saint-Charles, là où son grand malheur a commencé. Là, il s'effondre, profondément affecté émotionnellement. Il est devenu le fou de son amour ! Une magnifique voiture passe, une femme donne l'aumône au pauvre diable. Priska et le baron Axel sont assis dans le véhicule.

## Fiche technique
- Titre original : Der Narr seines Herzens
- Réalisation : Rudolf Stiassny
- Scénario : Siegfried Geyer
- Société de production : Filmag
- Pays d'origine :  Autriche
- Langue : allemand
- Format : Noir et blanc - 1,33:1 - 35 mm
- Genre : Drame
- Durée : 81 minutes
- Dates de sortie :
  -  Autriche : 19 décembre 1919.

## Distribution
- Ferdinand Onno (de) : Lothar von Hansen
- Lona Schmidt : Priska
- Eugen Kusen : le baron Axel
- Aurel Nowotny (de)

## Production
Der Narr seines Herzens est tourné à Vienne (notamment l'église Saint-Charles-Borromée).